# Myzus antirrhinii
Myzus antirrhinii är en insektsart. Myzus antirrhinii ingår i släktet Myzus och familjen långrörsbladlöss. Inga underarter finns listade i Catalogue of Life.